# Dipartimento di Amazonas
Il dipartimento di Amazonas è uno dei 32 dipartimenti della Colombia. Il capoluogo del dipartimento è Leticia.

## Geografia antropica
Il dipartimento di Amazonas si compone di 2 comuni e 9 distretti dipartimentali (corregimientos departamentales).

### Comuni
- Leticia
- Puerto Nariño

### Distretti dipartimentali
- El Encanto
- La Chorrera
- La Pedrera
- La Victoria
- Mirití-Paraná
- Puerto Alegría
- Puerto Arica
- Puerto Santander
- Tarapacá